# 減效裝置
減效裝置（Defeat device）是任何機動車輛的硬件，軟件，或設計妨礙或者禁止排放控制下的實際駕駛條件下，即使車輛通過正式的排放測試。該術語出現在美國《清潔空氣法》和歐盟法規中，用以描述妨礙排放控制系統正常工作的任何事物，並且適用於發電廠或其他空氣污染源以及汽車。

## 時間

### 2010年代

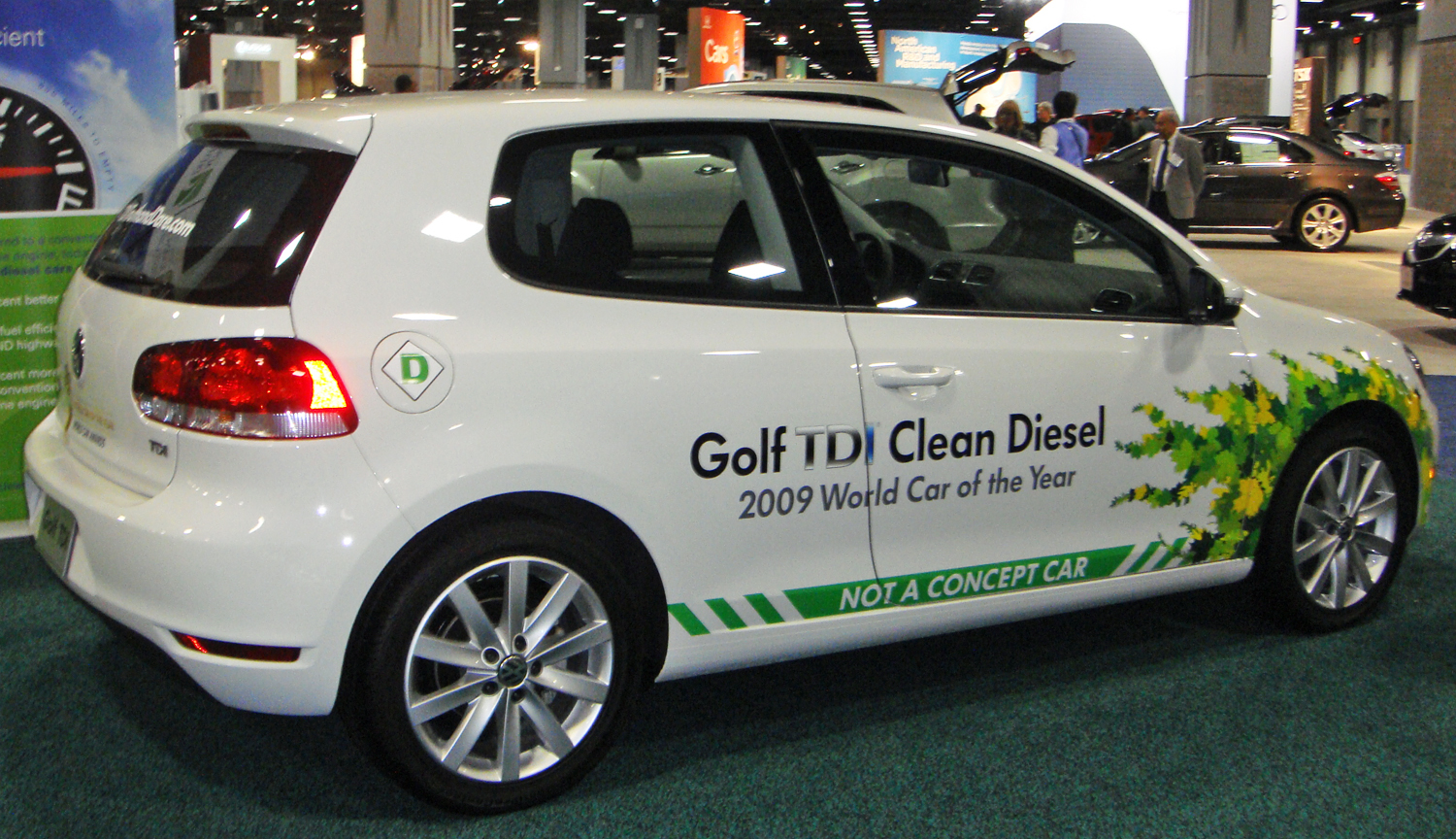
2010 VW Golf TDI programmed to cheat on emissions testing, displaying "Clean Diesel" at a US auto show

2015年底，美國環保署（EPA）發現，數百萬輛福斯集團渦輪增壓直噴（TDI）柴油發動機使用的軟件包含旨在在實驗室排放測試期間產生誤導性結果的功能。

## 註解
1. ↑  United States Environmental Protection Agency, , July 8, 2015  [2020-06-14], （原始内容存档于2015-09-19）
2. , Chronicle-Telegram ( – Newspaperarchive  ), January 22, 1973
3. United Press International, , The News Herald (Panama City) ( – Newspaperarchive  ), January 23, 1973
4. Myers, Laura; Associated Press, , The Buffalo News (Buffalo, New York:  – HighBeam  ), December 1, 1995, （原始内容存档于October 15, 2015）
5. , AutoWeek, September 24, 2015  [September 26, 2015], （原始内容存档于2015-09-26）
6. Alexander, David E.,  (Adobe PDF), United States Environmental Protection Agency, August 1998  [2020-06-14], （原始内容存档 (PDF)于2020-04-14）